# Cerkev Marije rožnovenske, Portorož
Cerkev Marije rožnovenske v Portorožu je župnijska cerkev župnije Portorož.

## Zgodovina
V sedemdesetih letih preteklega stoletja je z naraščanjem turizma v Portorožu postala kapela, kjer se je obhajalo bogoslužje v Portorožu, premajhna, posebej še ob praznikih in nedeljah. Z oblastmi je zato tedanji župnik Franc Prelc začel prve pogovore o možnostih izgradnje nove cerkve z župnijskimi prostori. Ustanovljen je bil gradbeni odbor in pričelo se je iskanje primerne lokacije. Po birokratskih zapletih in petnajstletnih pogajanjih z občino in upravno enoto je le bilo izdano gradbeno dovoljenje za novo cerkev Device Marije Rožnovenske, na območju nekdanje vrtnarije hotela Palace.

## Gradnja in posvetitev
Za glavnega izvajalca je bilo izbrano gradbeno podjetje Stavbenik iz Kopra, ki je bil tudi pripravljen kreditirati večji del investicije gradnje novega župnijskega središča, za katerega so načrte naredili in gradnjo nadzorovali arhitekti Ivan Bregant, Jože Marinko, Meta Šoren Pec in Stane Kajzer.
Gradnja cerkve se je pričela leta 1983 in je bila končana že naslednje leto.  7. oktobra 1984, na praznik Marije Rožnovenske, je bila cerkev posvečena.

### Arhitektura in notranja oprema
Nad mnogokotno zaokroženo dvoransko ladjo se namesto zvonika kot jambor dviga betonski križ.
Oltarno skupino iz žgane gline je izdelal akademski kipar Tone Demšar. Vsi barvni vitraji v cerkvi so delo akademske kiparke Mire Ličen Krmpotić iz Pirana, križev pot pa je delo slikarke Marte Kunaver iz Ljubljane.

### Cerkveni zvonovi
Leta 1993 so bili za portoroško župnijsko cerkev v zvonarni/livarni Grassmayr v Innsbrucku vliti naslednji zvonovi:
1. Grassmayr Innsbruck (Pfundner Rippe), 1993, »fis' -8«

2. Grassmayr Innsbruck (Pfundner Rippe), 1993, »a'«

3. Grassmayr Innsbruck (Pfundner Rippe), 1993, »h' -4«

4. Grassmayr Innsbruck (Pfundner Rippe), 1993, »d' -2« (Parsifal)

elektrifikacija: Miljavec/Hočevar

### Cerkvene orgle
29. januarja 1989 je tedanji koprski škof Metod Pirih v Portorožu blagoslovil elektropnevmatske orgle, pripeljane iz cerkve sester frančiškank v Dillingenu v Nemčiji, kamor jih je leta 1940 postavila delavnica Albert von Reiser Söhne, Orgelbau, Bieberach & Riss. Orgle je v župnijski cerkvi postavil in prilagodil orglar Anton Jenko. Zunanjo podobo sta uredila arhitekta Ivan Bregant in Jože Marinko. Podjetje, ki je orgle zgradilo, danes ne deluje več, uglaševanje in vzdrževanje njihovih orgel je prevzelo podjetje Josef Pferdt Orgelbau iz Isny im Allgäu.

#### Dispozicija (izbor registrov)
| 2MP/p--s I C–g3 |              |    |
| 01.             | Principal    | 8' |
| 02.             | Wiener Flöte | 8' |
| 03.             | Salizional   | 8' |
| 04.             | Oktav        | 4' |
| 05.             | Mixtur       | 2' |
| 06.             | Trompete     | 8' |

| II C–g3 |                    |        |
| 07.     | Horn Prinzipal     | 8'     |
| 08.     | Gedackt            | 8'     |
| 09.     | Dolce              | 8'     |
| 10.     | Unda maris         | 8'     |
| 11.     | Lieblich Prinzipal | 4'     |
| 12.     | Traverzflöte       | 4'     |
| 13.     | Nasat              | 2 2/3' |
| 14.     | Nachthorn          | 2'     |
| 15.     | Zimbel             | 1'     |
| 16.     | Krumhorn           | 8'     |

| P C–g1 |            |     |
| 17.    | Zartbass   | 16' |
| 18.    | Subbass    | 16' |
| 19.    | Oktavbass  | 8'  |
| 20.    | Flötenbass | 8'  |

Nastavitve (okrajšave)
D: II-I I-P II-P SPI SpII-I SbII-I 

1PK.PA. TRII CR.Ž 